# الضهرة (دمياط)

الظهرة هي إحدى قرى مركز فارسكور التابع لمحافظة دمياط بجمهورية مصر العربية.

## التاريخ
قرية الظهرة من القرى القديمة، واسمها الأصلي «ظاهرية مسجد ميمون» حيث أوردها ابن الجيعان في كتابه «التحفة السنية في أسماء البلاد المصرية» الذي حصر القرى المصرية بعد الروك الناصري الذي أجراه السلطان المملوكي الناصر محمد بن قلاوون سنة 715هـ/1315م ضمن قرى أعمال الدقهلية والمرتاحية، وقال عنها: «ظاهرية مسجد ميمون، مساحتها 220 فدان عبرتها 400 دينار كانت باسم متولي الشرقية والآن باسم الشيخ أبي عبد الله الركراكي ووقفه». ثم حرف اسمها مع اختصاره في العهد العثماني لتسمى «الظهرة»، الذي وردت به في تاريخ سنة 1228 هـ، ومنذ سنة 1259 هـ عُرفت باسمها الحالي. كما سمتها خريطة للحملة الفرنسية «دهره».